# Гасанов, Гусейн Гейдар оглы
Гусейн Гейдар оглы Гасанов (азерб. Hüseyn Heydər oğlu Həsənov; 19 октября 1932, Эривань — 18 июля 1995, Баку, Азербайджан) — советский нейрофизиолог азербайджанского происхождения, доктор биологических наук (1967), профессор (1970), член-корреспондент АН Азербайджанской ССР (1976), лауреат Государственной премии Азербайджанской ССР (1974).

## Биография
Родился Гусейн Гасанов 19 октября 1932 года в Эривани (Ереване). В 1949 году поступил в Азербайджанский государственный университет, который окончил в 1954 году. В 1957 году устроился на работу в Института физиологии имени А. И. Караева Академии наук Азербайджанской ССР, где сначала он был научным сотрудником, а в 1969 году был избран директором данного института. В 1976 году также возглавлял отдел «Мозг и поведение» в данном институте.
Скончался Гусейн Гасанов в 1995 году в Баку.

## Научные работы
Основные научные работы посвящены изучению механизмов регуляции вегетативных функций ЦНС и роли этих регуляторных процессов в обеспечении гомеостаза.
- Изучал роль селена в биологических процессах.

## Труды
- Эмоции и висцеральные функции, Баку, 1974.
- Нейрохимические механизмы гиппокампа, тета-ритм и поведение. АН СССР, Отделение физиологии. — Москва : Наука, 1986.

## Членство в обществах
- Председатель Азербайджанского общества физиологов.
- Член Президиума Всесоюзного общества физиологов.
- Член интернациональной организации по изучению мозга при ЮНЕСКО (IBRO) (1978—95).